# Клидно ап Кинвелин
Клидно Эйдин (валл. Clydno Eidyn) (525—597) — король Дин-Эйдина (современного Эдинбурга) в 560—597 годах, сын Кинвелина ап Думнагуала и внук Думнагуала Старого.

## Биография
Кинвелин захватил северо-западные территории у Гододина и основал королевство Дин-Эйдин. В 560 году Нудд Щедрый, Ридерх Щедрый, Морвайл ап Серван и Клидно совершили вторжение в Гвинед, с целью отомщения за своего родственника Элидира Богатого. Поначалу им сопутствовала удача, но позже им пришлось отступить. 
В 597 году Клидно умер и ему наследовал его сын Минидог Богатый.